# جرج فون آرکو
 جرج فون آرکو (انگلیسی: Georg von Arco؛ زاده ۳۰ اوت ۱۸۶۹ درگذشته ۵ مهٔ ۱۹۴۰) یک فیزیک‌دان اهل آلمان بود. 